# ماتیلد لمول
ماتیلد لمول (فرانسوی: Mathilde Lamolle‎؛ زادهٔ ۷ آوریل ۱۹۹۷) ورزشکار رشته تیراندازی اهل فرانسه است. او نماینده کشورش در بازی‌های المپیک تابستانی ۲۰۱۶ بود.